# كانتابرانا
بلدية كانتابرانا (بالإسبانية: Cantabrana)‏, هي إحدى بلديات مقاطعة برغش, التي تقع في منطقة قشتالة وليون, والتي تقع في شمال غرب إسبانيا.
يبلغ عدد سكانها 47 نسمة وفقاً لإحصائية سنة (2002).